# Chemiré-en-Charnie
Chemiré-en-Charnie è un comune francese di 207 abitanti situato nel dipartimento della Sarthe nella regione dei Paesi della Loira.

## Società

### Evoluzione demografica
Abitanti censiti